# Colonia Agrippina
Colonia Claudia Ara Agrippinensium (o Colonia Agrippina oppure Ara Ubiorum) era il nome dell'antica fortezza legionaria della provincia romana della Germania inferiore, che corrisponde all'odierna città tedesca di Colonia. Era posizionata lungo il fiume Reno, di fronte alle tribù germaniche dei Sigambri e dei Tencteri, a sud di Novaesium ed a nord di Bonna. Fu fondata attorno al 16-13 a.C. come accampamento (castrum) per l'esercito romano di Druso maggiore impegnato nella campagna di conquista della Germania.

## Storia

### Da Augusto a Vespasiano
Nel 39/38 a.C. la tribù degli Ubi si accordò con le autorità romane, nella persona di Marco Vipsanio Agrippa, fedele braccio destro di Ottaviano, per insediarsi sulla sponda sinistra del Reno. L'insediamento prese allora il nome di Ara Ubiorum o Oppidum Ubiorum, divenendo poi un'importante base militare romana, al centro di due importanti vie di comunicazione: la Bavai-Colonia Agrippina e la strada militare che costeggiava il Reno da Noviomagus Batavorum a Mogontiacum con diramazione a Treviri e Besançon.
Il primo castrum legionario semi-permanente potrebbe appartenere agli anni successivi alla visita in Gallia da parte di Augusto e del futuro imperatore Tiberio nel 16 a.C. Questo primo accampamento, che si trovava a tre km a sud dell'Oppidum Ubiorum in località Alteburg, di fronte al porto fluviale della classis germanica, arrivò probabilmente ad ospitare una legione, l'equivalente di 5.500 armati circa.
Una volta affidato il compito di iniziare la conquista della Germania libera, al figliastro Druso, quest'ultimo nel 12 a.C., dopo aver respinto un'invasione di Sigambri, dei loro alleati Tencteri ed Usipeti, penetrò all'interno del territorio dei Batavi (probabili alleati di Roma) e devastò le terre di Usipeti e Sigambri. Dopo aver disceso con una flotta il Reno in direzione del Mare del Nord, si rese alleati i Frisi e penetrò nel territorio dei Cauci.

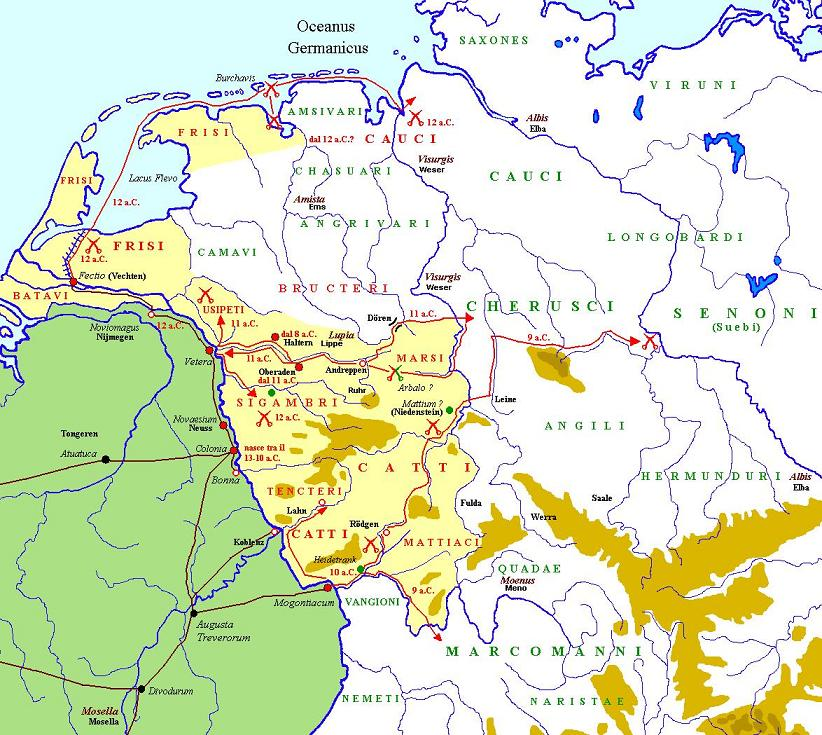
Le campagne di Druso maggiore in Germania dal 12 al 9 a.C.

Nell'11 a.C. Druso operò più a sud, affrontando e battendo ancora una volta il popolo degli Usipeti, utilizzando l'importante base legionaria di Castra Vetera, poco più a nord di Ara Ubiorum, gettando nel corso della campagna un ponte sul fiume Lupia, l'attuale Lippe ed invase ancora una volta il territorio dei Sigambri (assenti poiché in lotta con i vicini Catti), costruendovi alcune fortezze (tra cui la latina Aliso); si spinse, infine, nei territori di Marsi e Cherusci, fino al fiume Visurgis, l'odierno Weser. Per questi successi ricevette gli onori trionfali (ovvero gli ornamenta triumphalia). Gli anni successivi vide nuovi successi contro le popolazioni di Catti e Marcomanni da parte di Druso, che però morì nel 9 a.C. e fu sostituito al comando degli eserciti del Nord dal fratello Tiberio.
Le campagne militari proseguirono verso est e condussero a sottomettere i territori germanici fino al Weser, riducendoli quasi allo stato di provincia tributaria negli anni 8 e 7 a.C. Ara Ubiorum diventava la sede religiosa della nuova provincia germanica ancora in fase di costituzione (come Lugdunum lo era per le tre Gallie. La provincia che andava formandosi avrebbe dovuto comprendere al termine delle campagne del 4 e 5 tutti i territori compresi tra Reno ed Elba.
Colonia Agrippina fu certamente utilizzato per le campagne militari di Tiberio del 4, quando lo stesso attaccò i vicini Bructeri e poi penetrò nel cuore della Germania fino al fiume Elba oppure nel corso delle campagne di Germanico del 14-16.
Al termine di queste ultime operazioni del 16, l'imperatore romano Tiberio creava due nuove "aree militarizzate" ad ovest del fiume Reno, divenute settant'anni più tardi le nuove province della Germania inferiore e della superiore, mentre la fortezza legionaria potrebbe essere stata abbandonata dopo il 18, o il 30,  a vantaggio della vicina Bonna, o forse più probabilmente potrebbero essere rimaste delle vexillationes (in località Alteburg) per il pattugliamento del fiume, a supporto della classis germanica.
Nel 50 Agrippina minore, la moglie dell'imperatore romano e figlia di Germanico, chiese che il villaggio in cui era nata fosse innalzato al rango di colonia: fu allora istituita Colonia Claudia Ara Agrippinensium ("la colonia di Claudio e l'altare di Agrippina") o, più semplicemente, Colonia Agrippina.
Con la morte dell'imperatore Nerone, il castra fu coinvolto nella Rivolta batava degli anni 69 e 70, al termine della quale fu in parte ricostruita per le evidenti azioni di distruzione operate dai ribelli batavi.

### Da Domiziano a Diocleziano

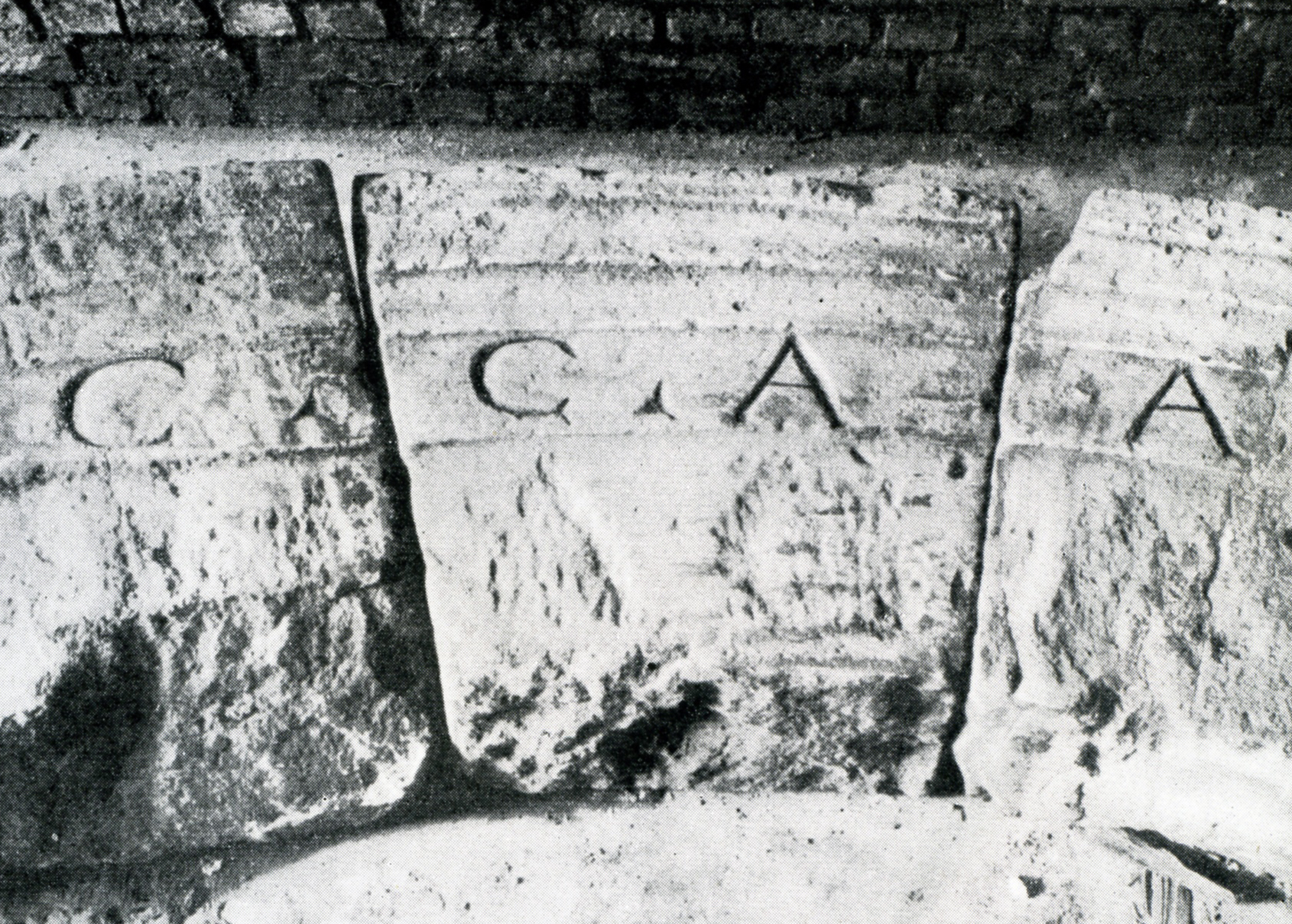
Il tipico marchio di fabbrica dei manufatti prodotti a Colonia Claudia Ara Agrippinensium.

Con il nuovo imperatore Vespasiano, dopo la distruzione conseguente la Rivolta batava, qui fu alloggiata la legio...
A partire dall'84/87 Colonia Agrippina entrò a far parte della nuova provincia della Germania inferiore, divenendone la sua capitale e, quindi, sede del Legatus Augusti pro praetore. Questa nuova provincia comprendeva tra i suoi insediamenti principali anche Castra Vetera (Xanten), Noviomagus Batavorum (Nijmegen), Trajectum ad Rhenum (Utrecht), e Novaesium (Neuss), arrivando a contare fino a ventisette tra forti e fortini ausiliari, le tre fortezze legionarie, al tempo di Vespasiano, lungo il limes che dalla foce del Reno conduceva al forte di Remagen.
Colonia Agrippina divenne importante centro di scambio dell'intera provincia, oltreché sede di importanti industrie di manufatti in ceramica, come è ben evidenziato dal tipico marchio di fabbrica CCAA, equivalente alla moderna dicitura made in Colonia Claudia Ara Agrippinensium. Fece, inoltre, parte per i secoli successivi del settore nord del limes renano, ed ebbe il difficile compito di respingere le numerose invasioni che si susseguirono in seguito alla formazione della federazione germanica dei Franchi a partire dal III secolo. A partire dal 257 circa divenne, sotto Gallieno, sede di una importante zecca monetaria.
Nel III secolo appena 20.000 persone abitavano nella città e nei suoi dintorni. Nel 260 il generale ribelle Postumo fece di Colonia la capitale del suo Impero delle Gallie, che includeva i territori nord-occidentali dell'Impero romano; lo stato fondato da Postumo durò, però, solo quattordici anni.
Con la riforma tetrarchica di Diocleziano la Germania inferiore fu trasformata in Germania secunda ed i suoi confini furono ampliati ad ovest, fino ad includere anche i territori dei Tungri e la loro capitale di Tongeren, mentre Colonia Agrippina rimaneva sempre capitale della nuova provincia. Sappiamo, inoltre, che vi furono anche importanti modifiche strutturali del limes di questa zona (il cosiddetto limes Belgicus), con la conseguente costruzione di tutta una serie di burgi fortificati lungo la strada Cologna-Bavai-Boulogne.

### Il IV e V secolo
Nel 310 l'imperatore Costantino I fece costruire un ponte sul Reno, difeso da un forte posto sull'altra sponda e noto come castellum Divitiae (il moderno sobborgo di Deutz), sulla sponda opposta del Reno. Le sue funzioni principali erano di sorvegliare l'accesso al nuovo ponte (310) e di proteggere il traffico fluviale. Con la riforma di Costantino le truppe erano sotto il comando di un duces, uno per ogni provincia (dalla Germania Seconda, a quella Prima, alla Maxima Sequanorum ed alla Belgica Seconda, e posizionate a Colonia Agrippina, Mogontiacum, Besançon e sulla costa atlantica.
Nel 355 la città cadde nelle mani dei Franchi, per rimanere nelle loro mani per 10 mesi. Fu infatti riconquistata dal futuro imperatore Giuliano nel corso delle successive campagne contro Franchi ed Alemanni.
Infine, nel 459 i Franchi Sali conquistarono Colonia definitivamente e la fecero la propria capitale. La città infatti continuò ad essere abitata anche durante tutto il medioevo.

## Archeologia e vestigia di epoca romana

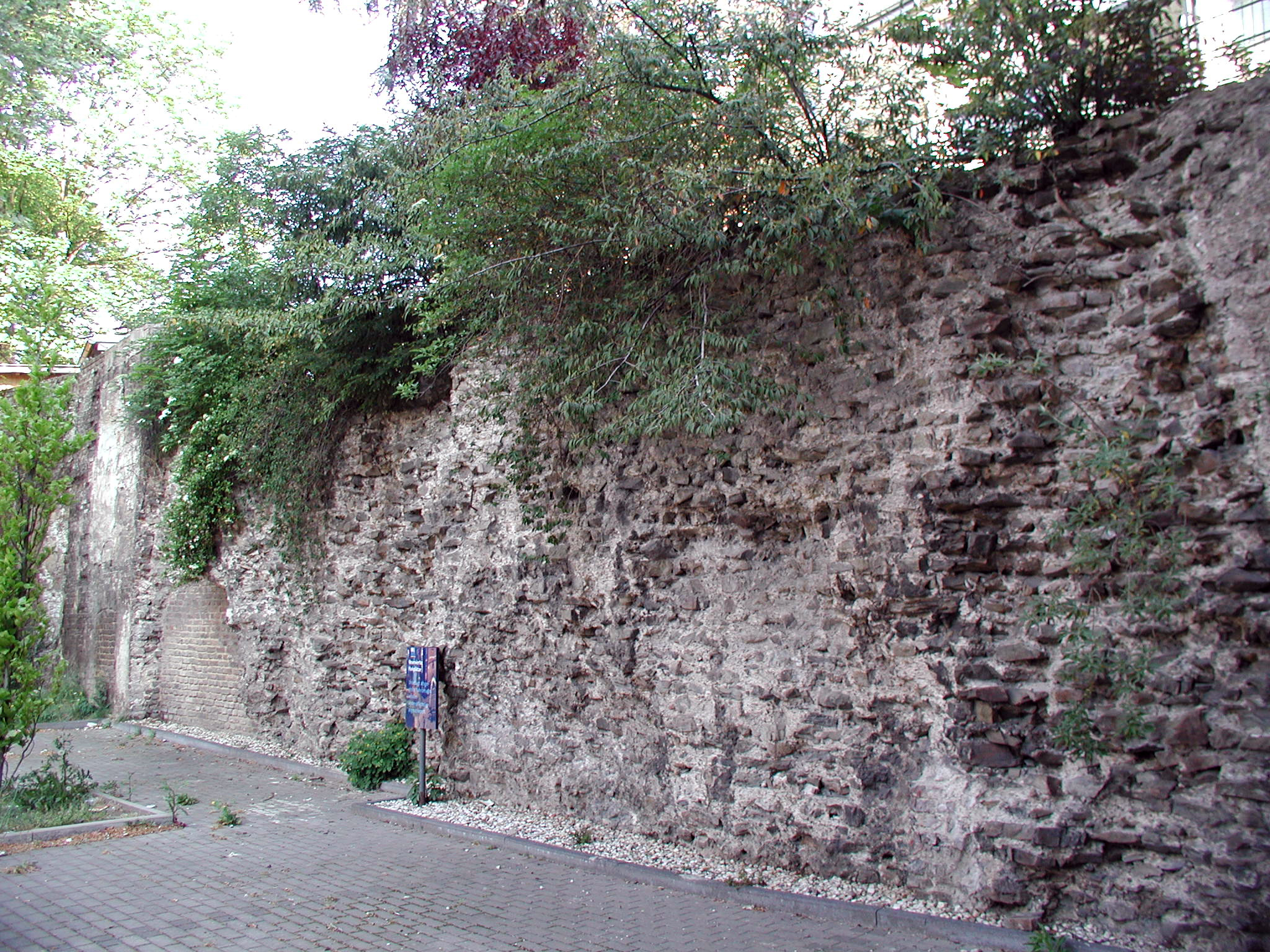
Mura dell'antica città romana
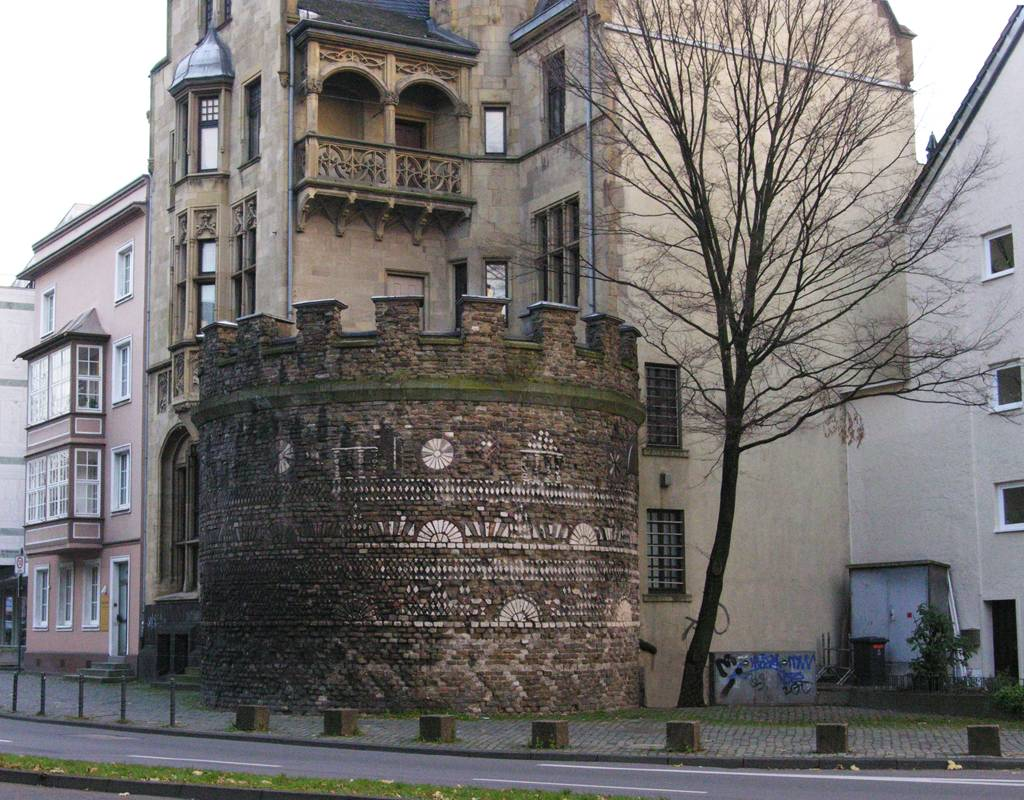
Torre dell'antica città
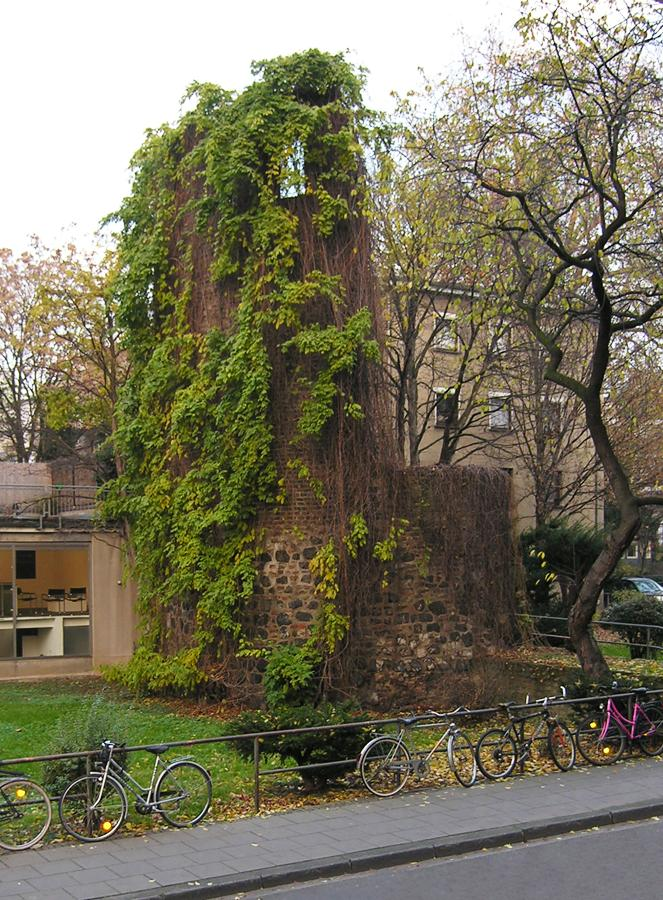
Torre dell'antica città
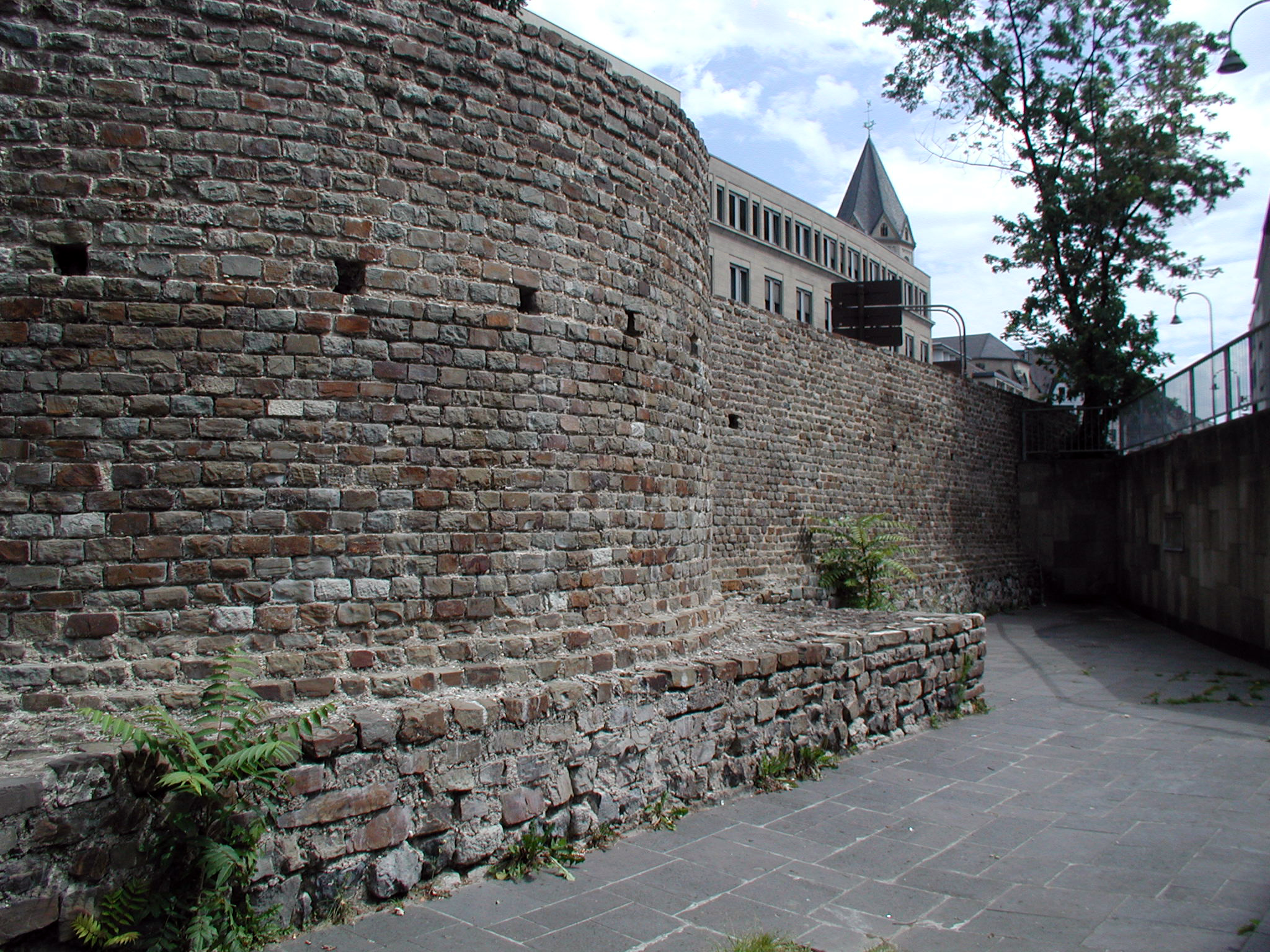
Torre dell'antica città
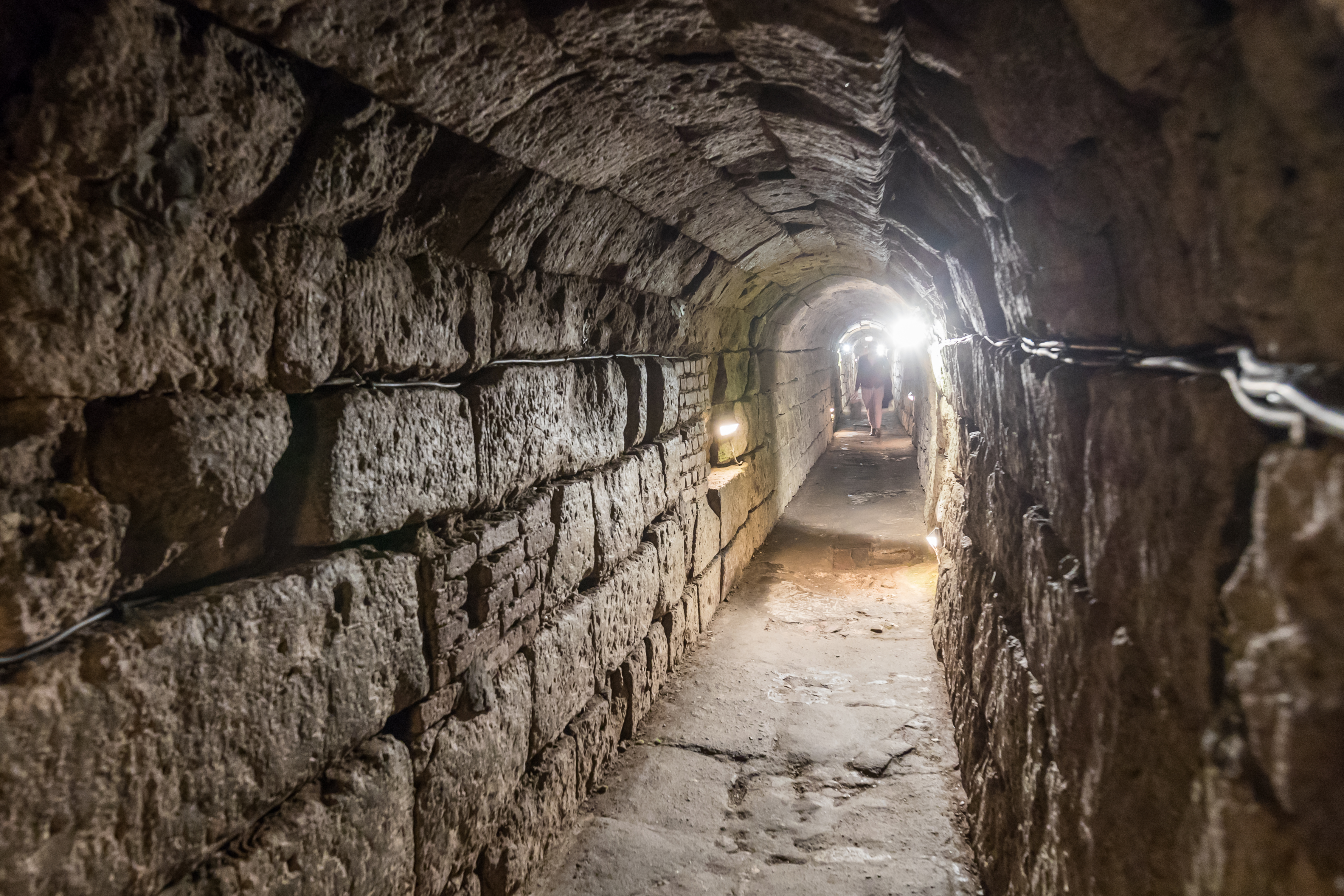
Fognatura romana
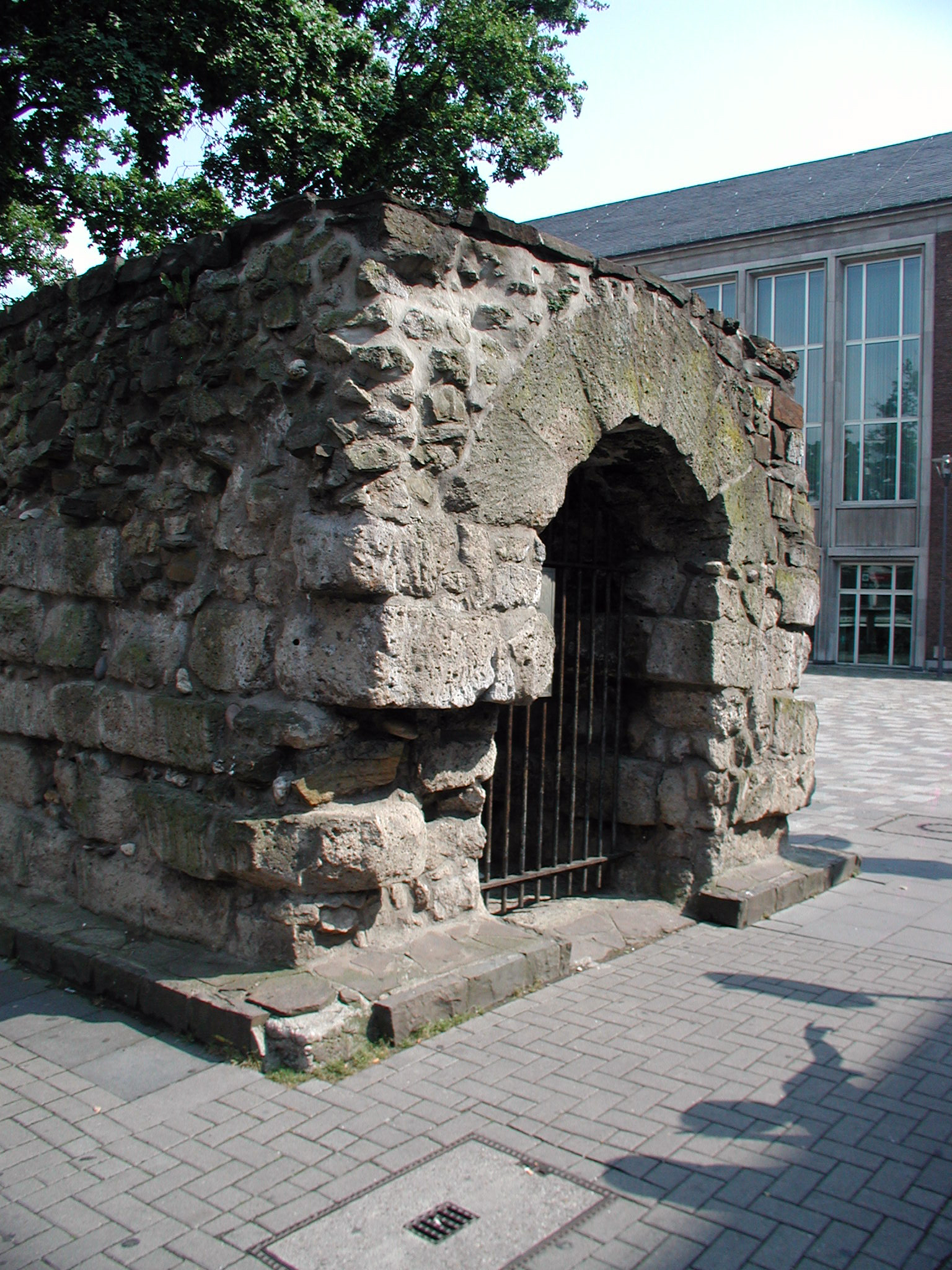
Acquedotto romano
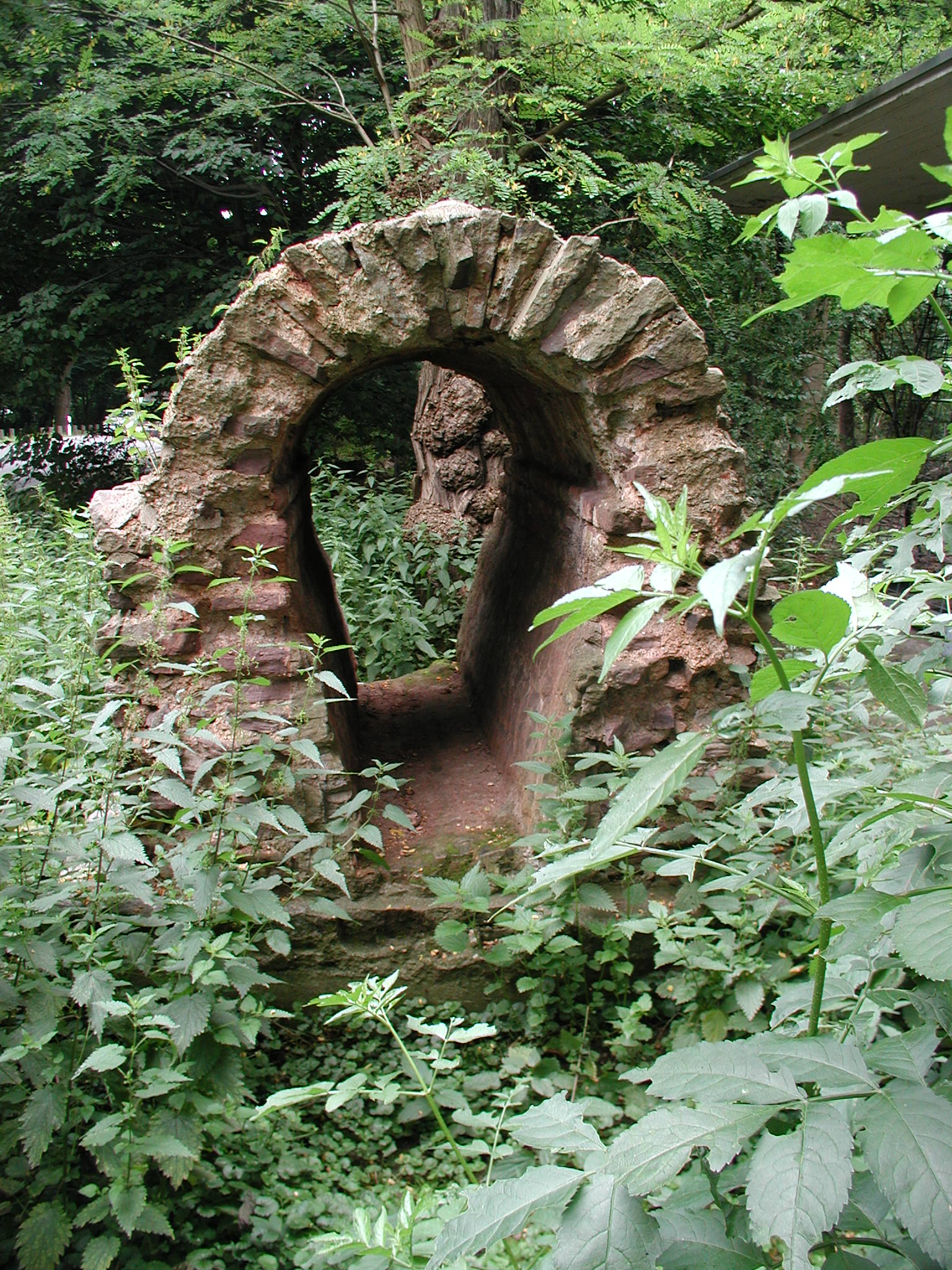
Acquedotto romano
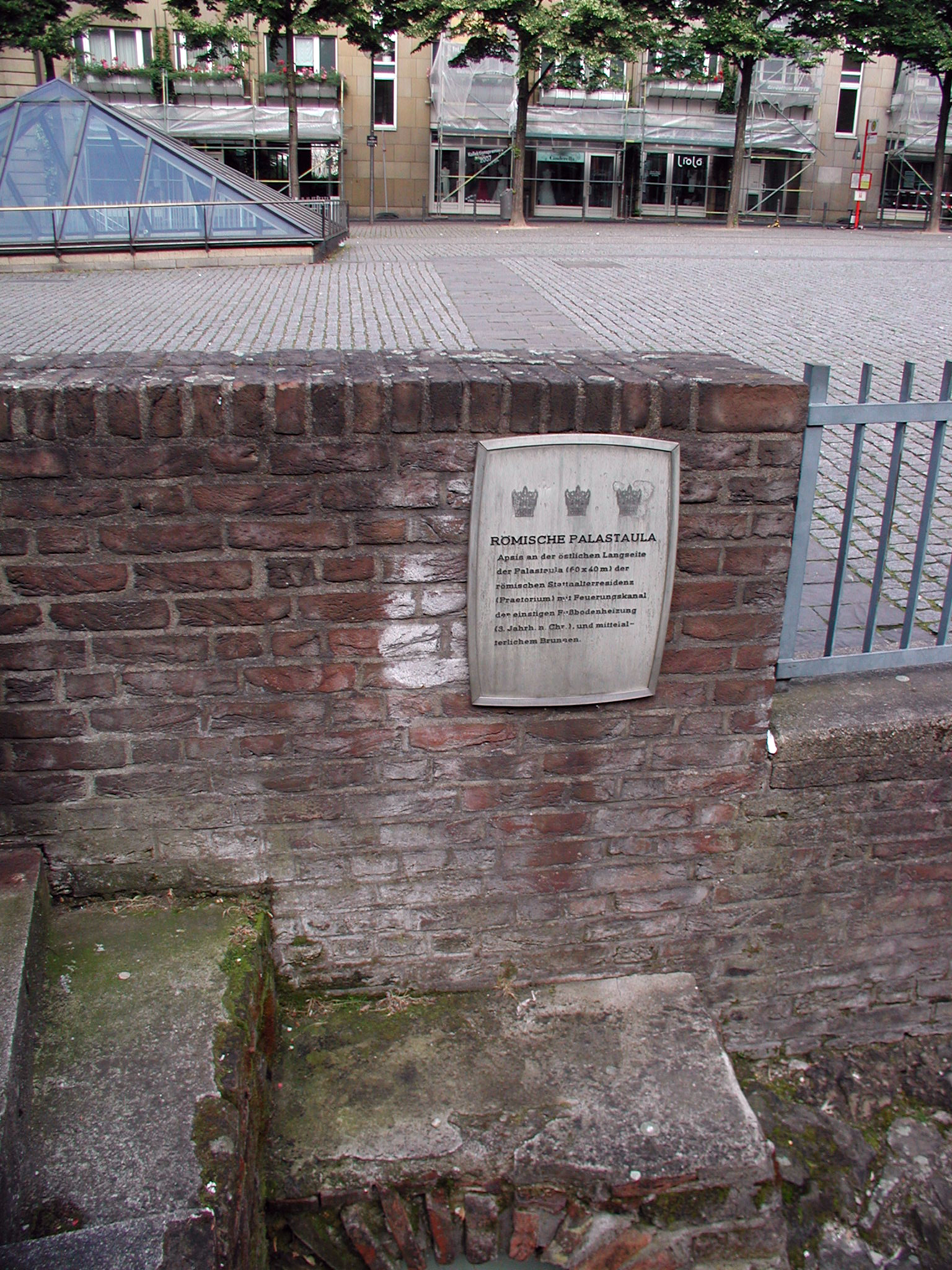
Mura del Praetorium
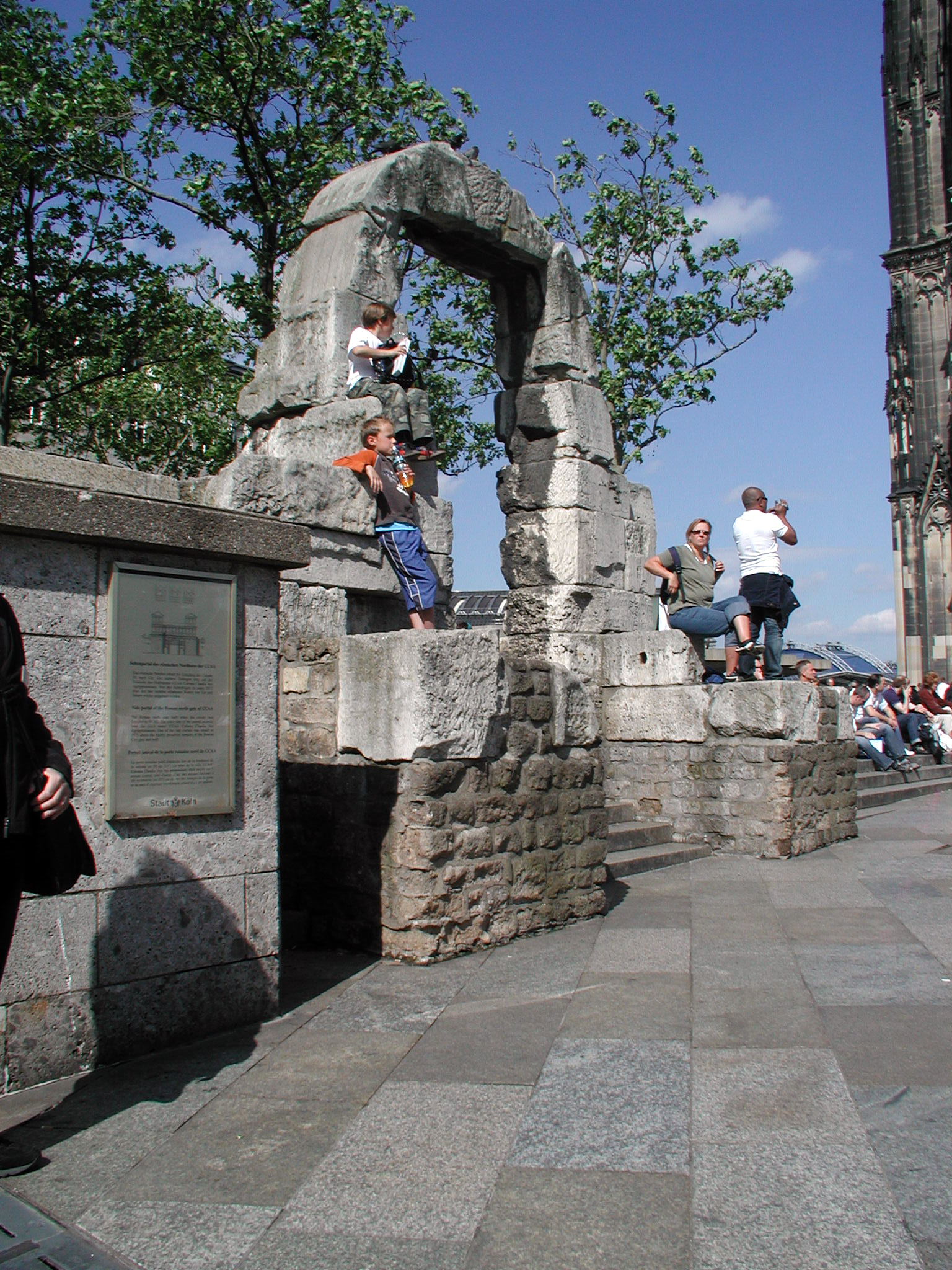
Porta nord delle mura cittadine romana
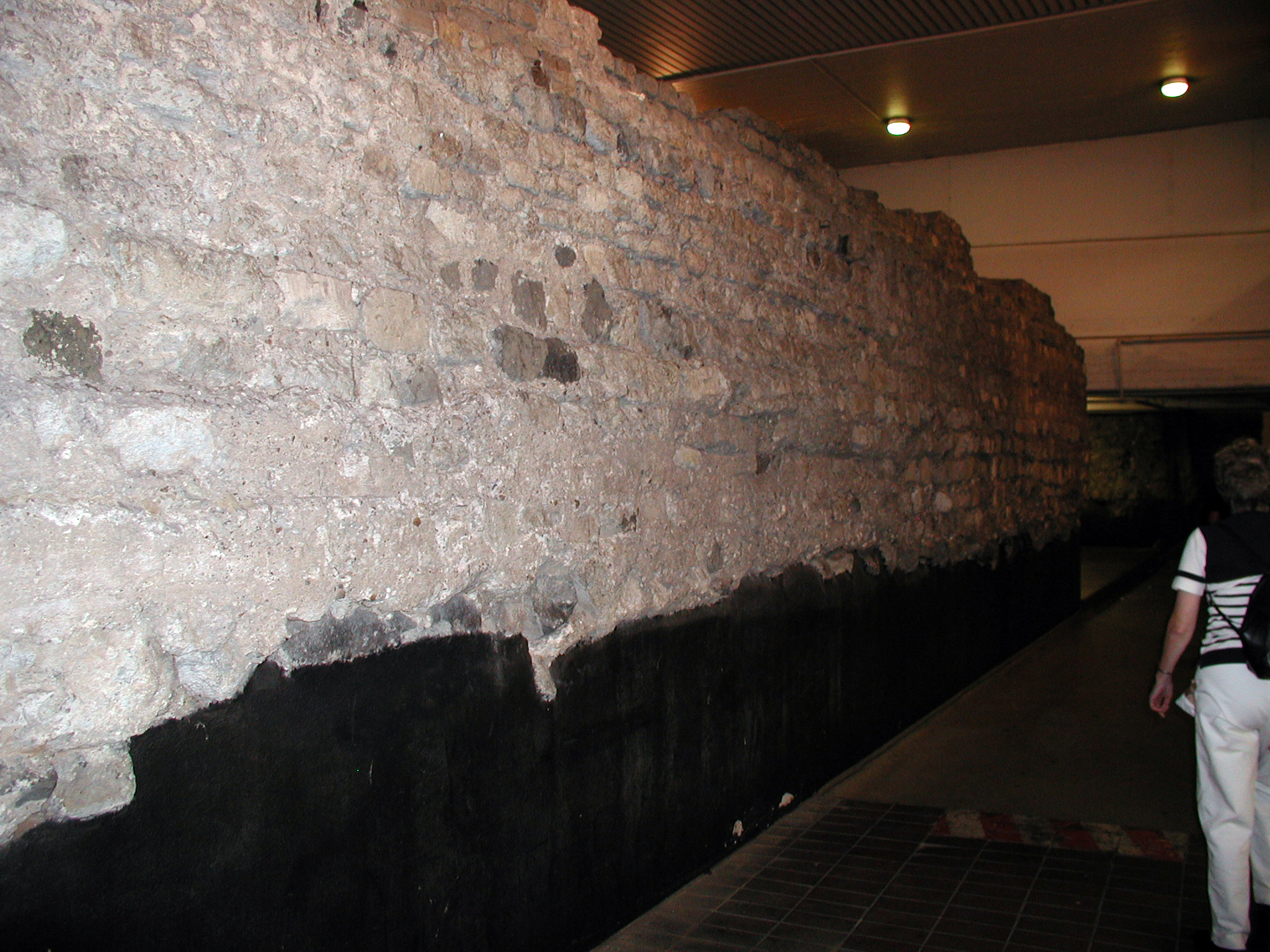
Fondamenti della porta nord
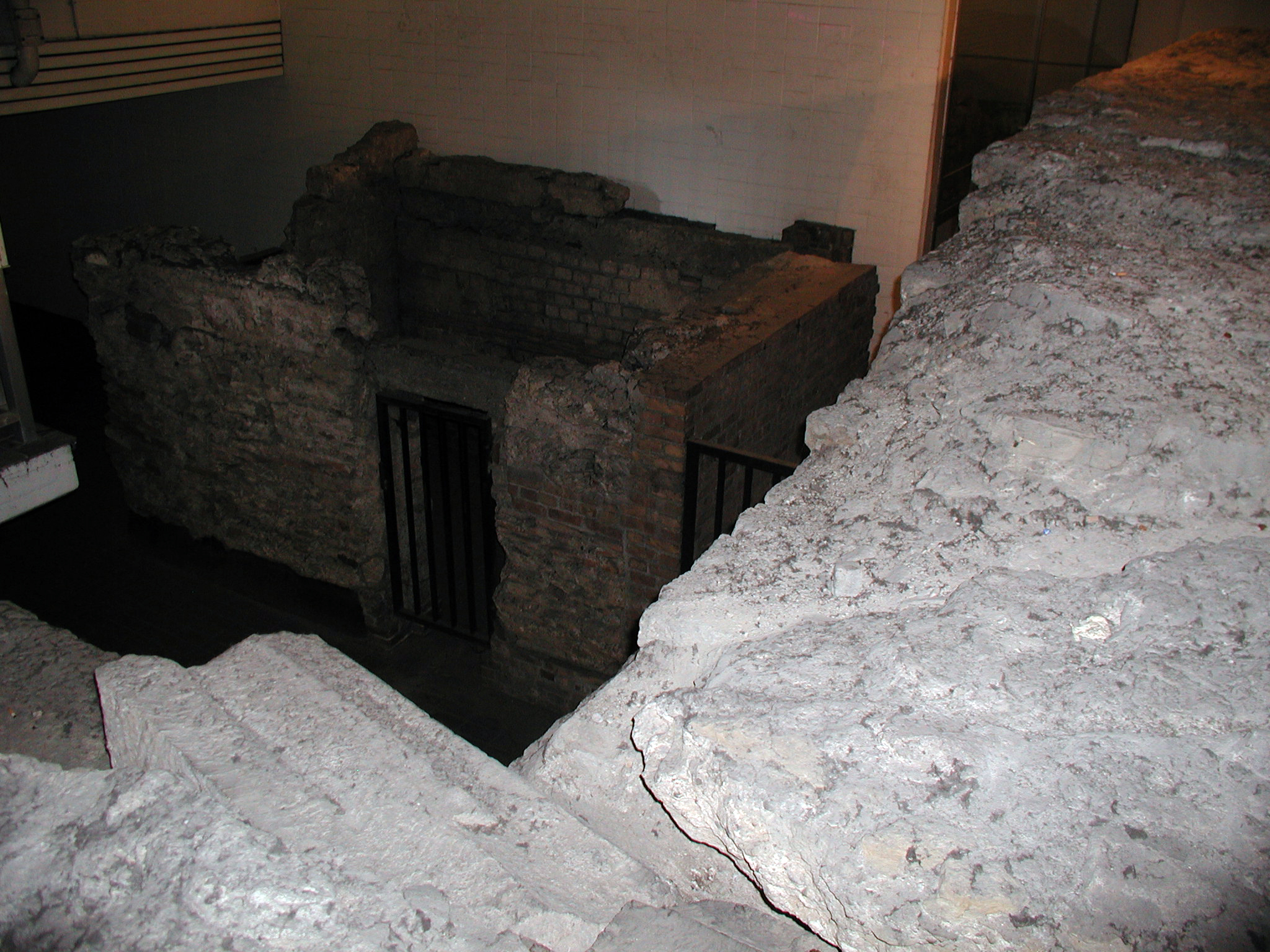
Fondamenti della porta nord
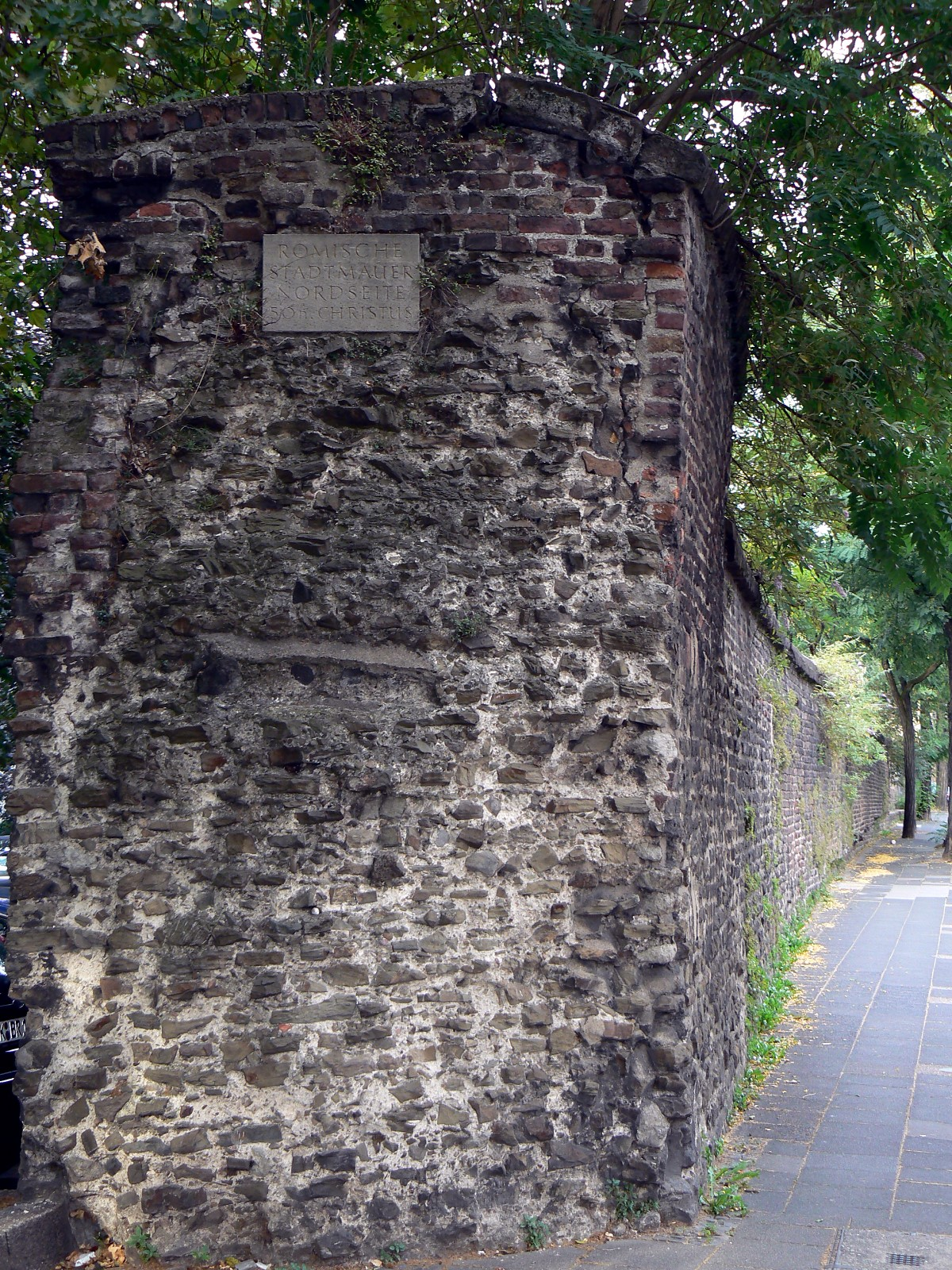
Mura cittadine romana, parte nord
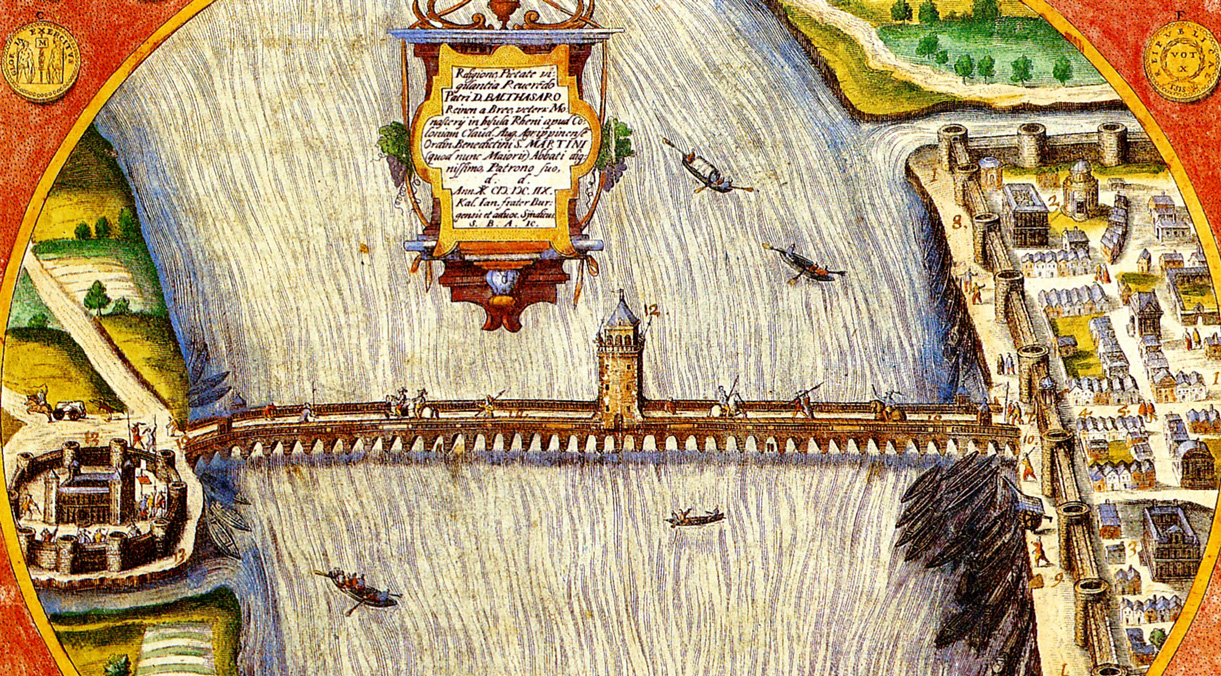
Il ponte che collegava Deutz a Colonia

### Personaggi
- Augusto e l'occupazione romana della Germania sotto Augusto
- Tiberio Claudio Nerone
- Gaio Giulio Cesare Claudiano Germanico e le sue campagne militari
- Vespasiano e Rivolta Batava
- Costantino I
- Flavio Claudio Giuliano

### Località geografiche
- Germania inferiore
- Lista di fortezze legionarie romane
- Limes romano
- Limes germanico-retico
- Colonia (Germania)